# Henckovce
Henckovce (deutsch Hen[t]zendorf, ungarisch Henckó) ist eine Gemeinde im Osten der Slowakei mit 387 Einwohnern (Stand 31. Dezember 2024), die zum Okres Rožňava, einem Teil des Košický kraj, gehört.

## Geographie

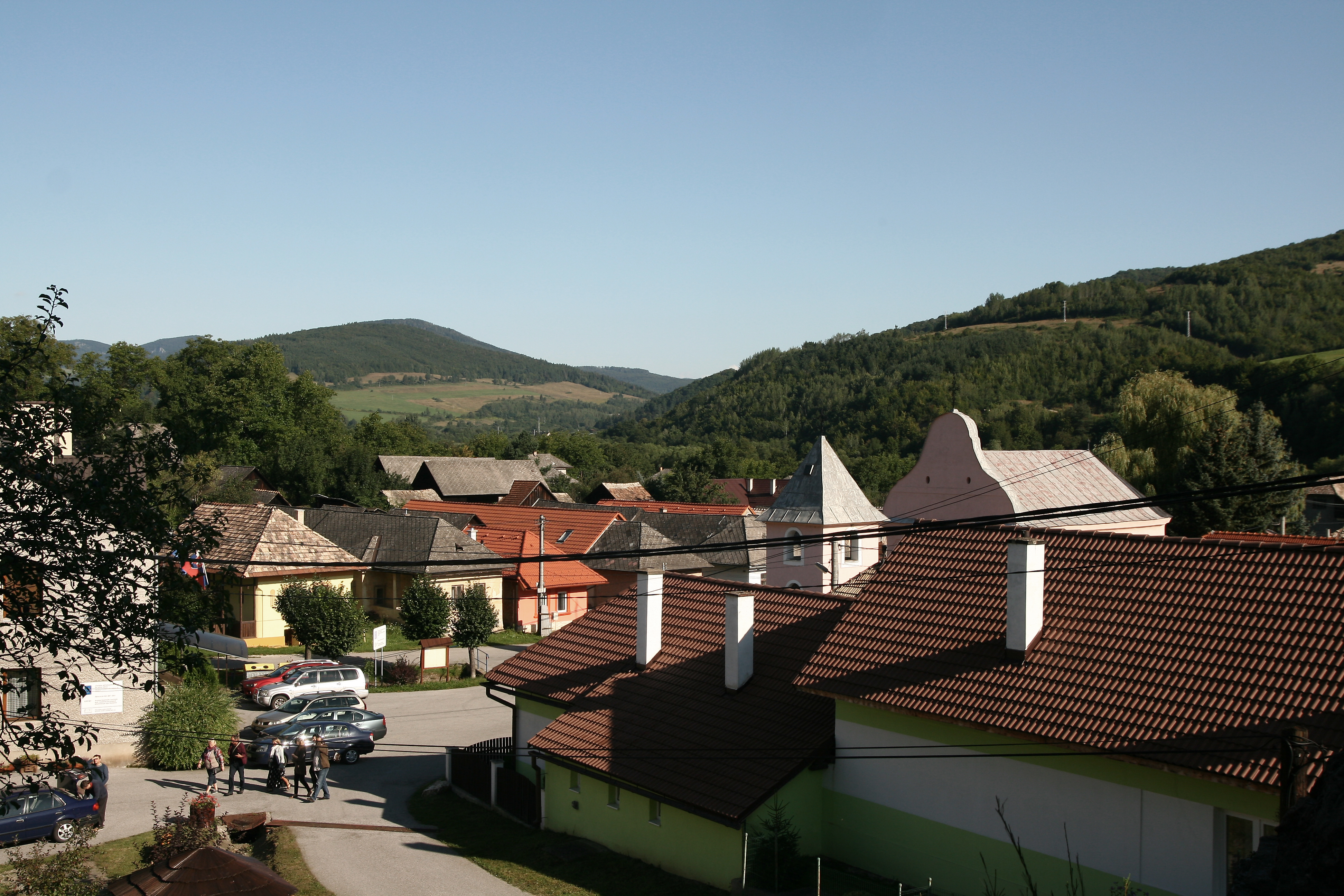
Henckovce

Die Gemeinde befindet sich im südöstlichen Teil des Slowakischen Erzgebirges am Oberlauf der Slaná. Das Ortszentrum liegt auf einer Höhe von 346 m n.m. und ist 12 Kilometer von Rožňava sowie 14 Kilometer von Dobšiná entfernt.
Nachbargemeinden sind Gemerská Poloma im Nordosten und Osten, Rožňavské Bystré und Honce im Süden und Nižná Slaná im Westen und Nordwesten.

## Geschichte

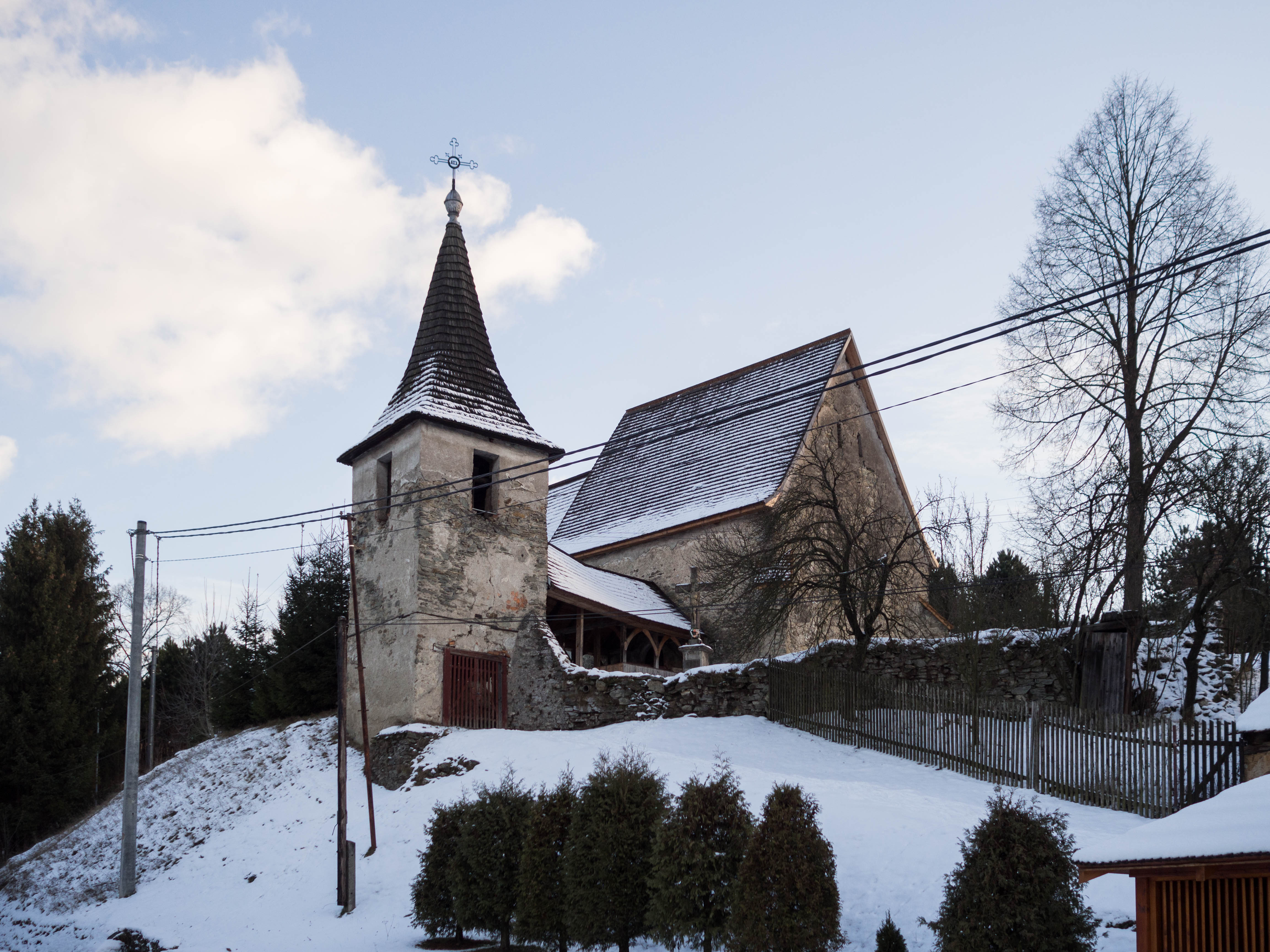
Allerheiligenkirche

Henckovce wurde zum ersten Mal 1470 als Henczko schriftlich erwähnt und entstand nach walachischem Recht. Daneben gab es im Spätmittelalter einen Bergbauort namens Hermanovce, der schon im 13. Jahrhundert entstand und Ende des 15. Jahrhunderts mit dem Ort Henckovce verschmolz. Der Ort war anfangs Besitz des Geschlechts Bebek, danach der Burg Krásna Hôrka. 1828 zählte man 53 Häuser und 409 Einwohner, die als Fuhrmänner, Hirten, Köhler und Schindler beschäftigt waren, dazu arbeiteten sie im 18. und 19. Jahrhundert in örtlichen Eisenhütten.
Bis 1918/1919 gehörte der im Komitat Gemer und Kleinhont liegende Ort zum Königreich Ungarn und kam danach zur Tschechoslowakei beziehungsweise heute Slowakei.

## Bevölkerung
| Jahr                | 1994 | 2004     | 2014    | 2024     |
| ------------------- | ---- | -------- | ------- | -------- |
| Anzahl der Personen | 392  | 433      | 439     | 387      |
| Unterschied         |      | +10,45 % | +1,38 % | −11,84 % |

| Jahr                | 2023 | 2024    |
| ------------------- | ---- | ------- |
| Anzahl der Personen | 399  | 387     |
| Unterschied         |      | −3,00 % |

Nach der Volkszählung 2011 wohnten in Henckovce 470 Einwohner, davon 397 Slowaken, 43 Roma, zwei Magyaren und ein Tscheche. 27 Einwohner machten keine Angabe zur Ethnie.
203 Einwohner bekannten sich zur Evangelischen Kirche A. B., 66 Einwohner zur römisch-katholischen Kirche, drei Einwohner zur griechisch-katholischen Kirche sowie jeweils ein Einwohner zu den Zeugen Jehovas, zur altkatholischen Kirche, zur evangelisch-methodistischen Kirche und zur reformierten Kirche. 107 Einwohner waren konfessionslos und bei 87 Einwohnern wurde die Konfession nicht ermittelt.

## Bauwerke und Denkmäler

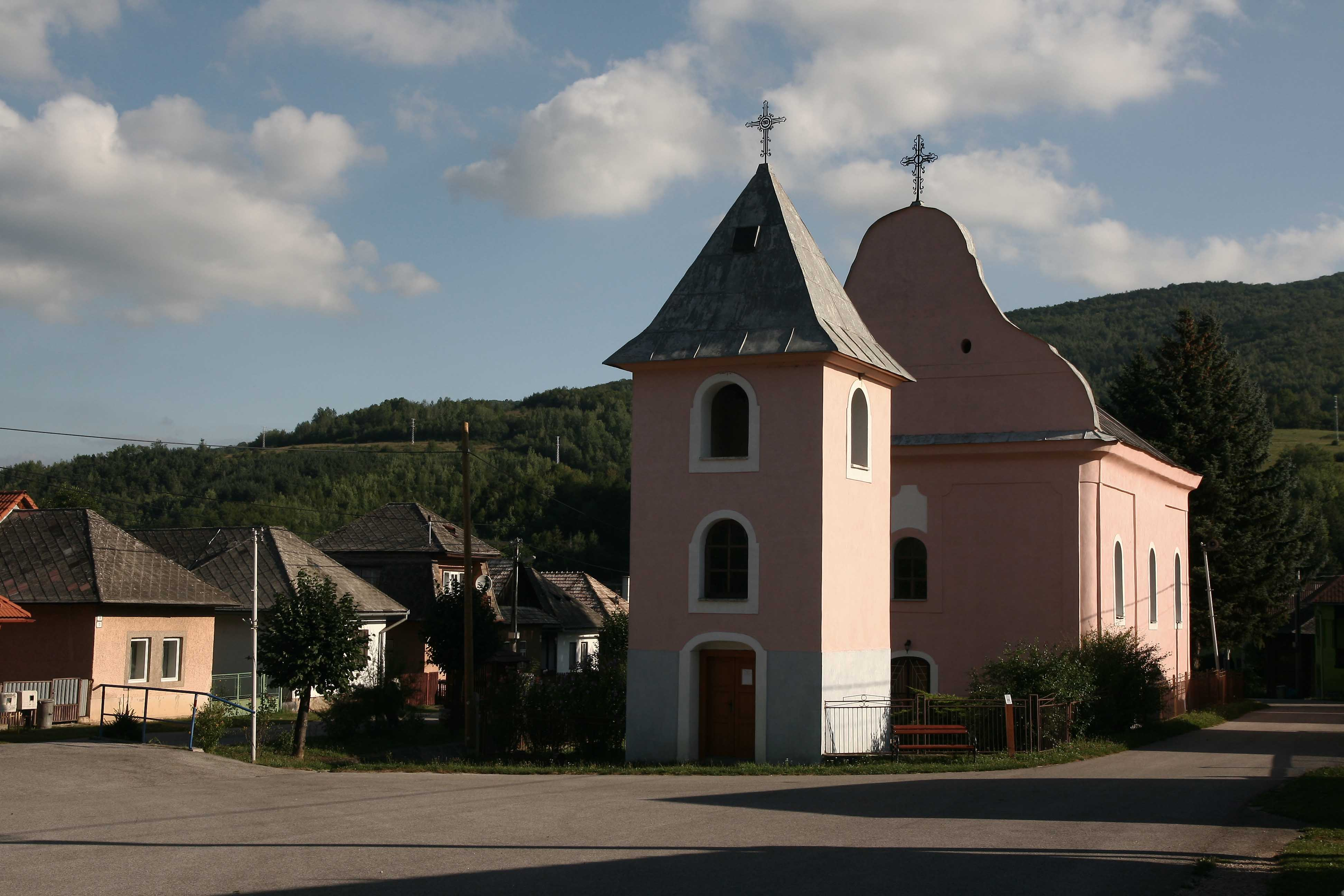
Evangelische Kirche

- römisch-katholische Allerheiligenkirche im frühgotischen Stil aus dem 13. Jahrhundert
- evangelische Kirche im barock-klassizistischen Stil aus dem Jahr 1798
- Landsitz im barock-klassizistischen Stil aus dem Ende des 18. Jahrhunderts